# Closterus sikorai
Closterus sikorai là một loài bọ cánh cứng trong họ Cerambycidae.